# صبار سان بيدرو
صبار تريكو سيريوس ماكروغونوس فار. باتشانوي (المعروف أيضًا باسم صبار سان بيدرو) هو نوع سريع النمو من الصبار العمودي يوجد في جبال الأنديز على ارتفاع 2000-3000 متر. ينمو بشكل طبيعي في الإكوادور، بيرو وكولومبيا، ويُزرع أيضًا في أماكن أخرى كالأرجنتين وتشيلي وفنزويلا. يستخدم في الطب التقليدي والطب البيطري التقليدي، وقد تم استخدامه في منطقة جبال الأنديز لأكثر من 3000 عام لأغراض الشفاء والتنجيم الديني. كما يُزرع على نطاق واسع كنبات زينة.

## الوضع القانوني
في معظم البلدان، من القانوني زراعة صبار سان بيدرو فقط لأغراض الزينة و البستنة . في البلدان التي يكون فيها حيازة المسكالين والمركبات ذات الصلة غير قانونية وتعاقب عليها، فإن الزراعة لأغراض الاستهلاك الشخصي تكون أيضا غير قانونية وتعاقب عليها بشدة.

## معرض الصور

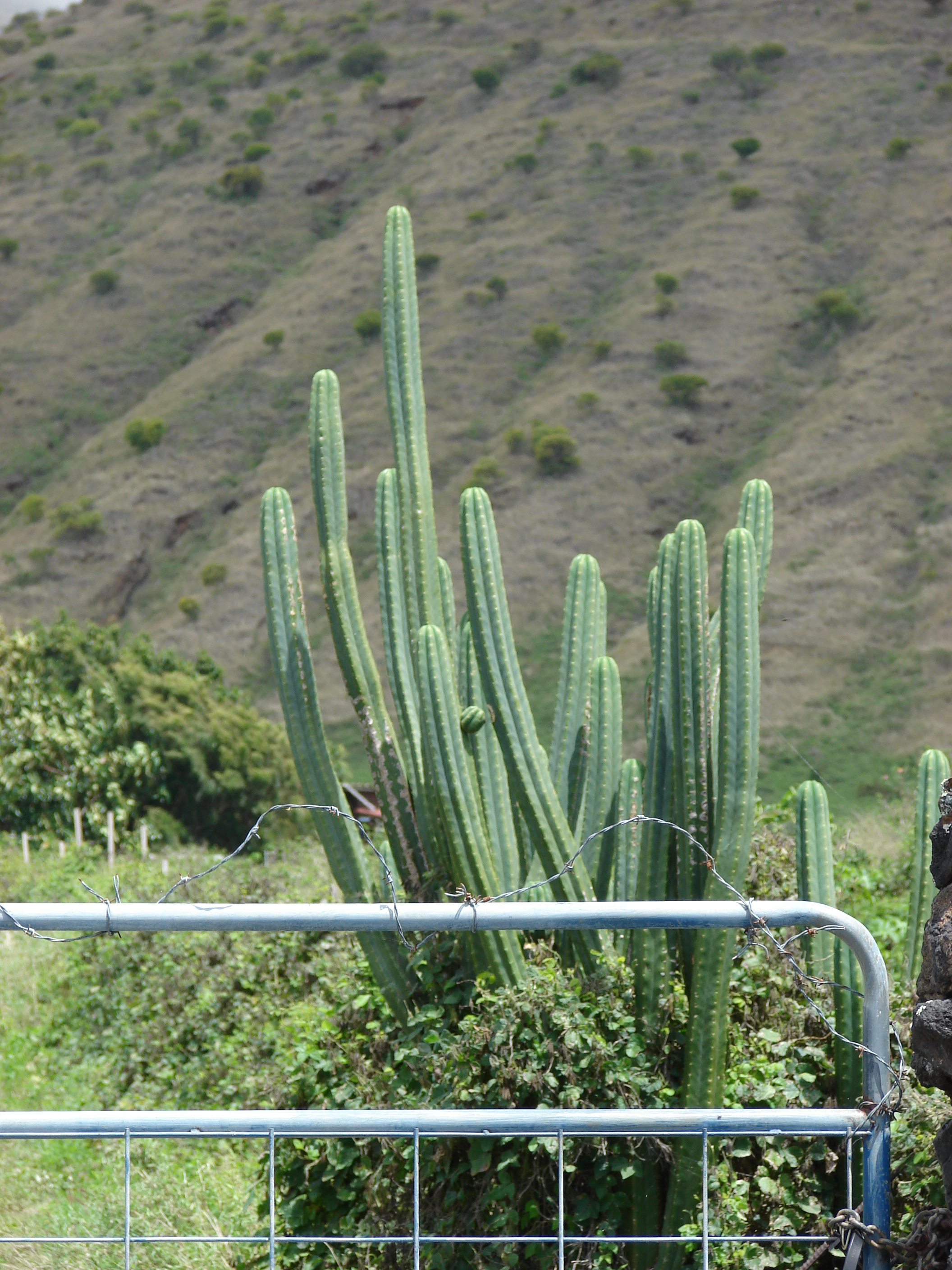
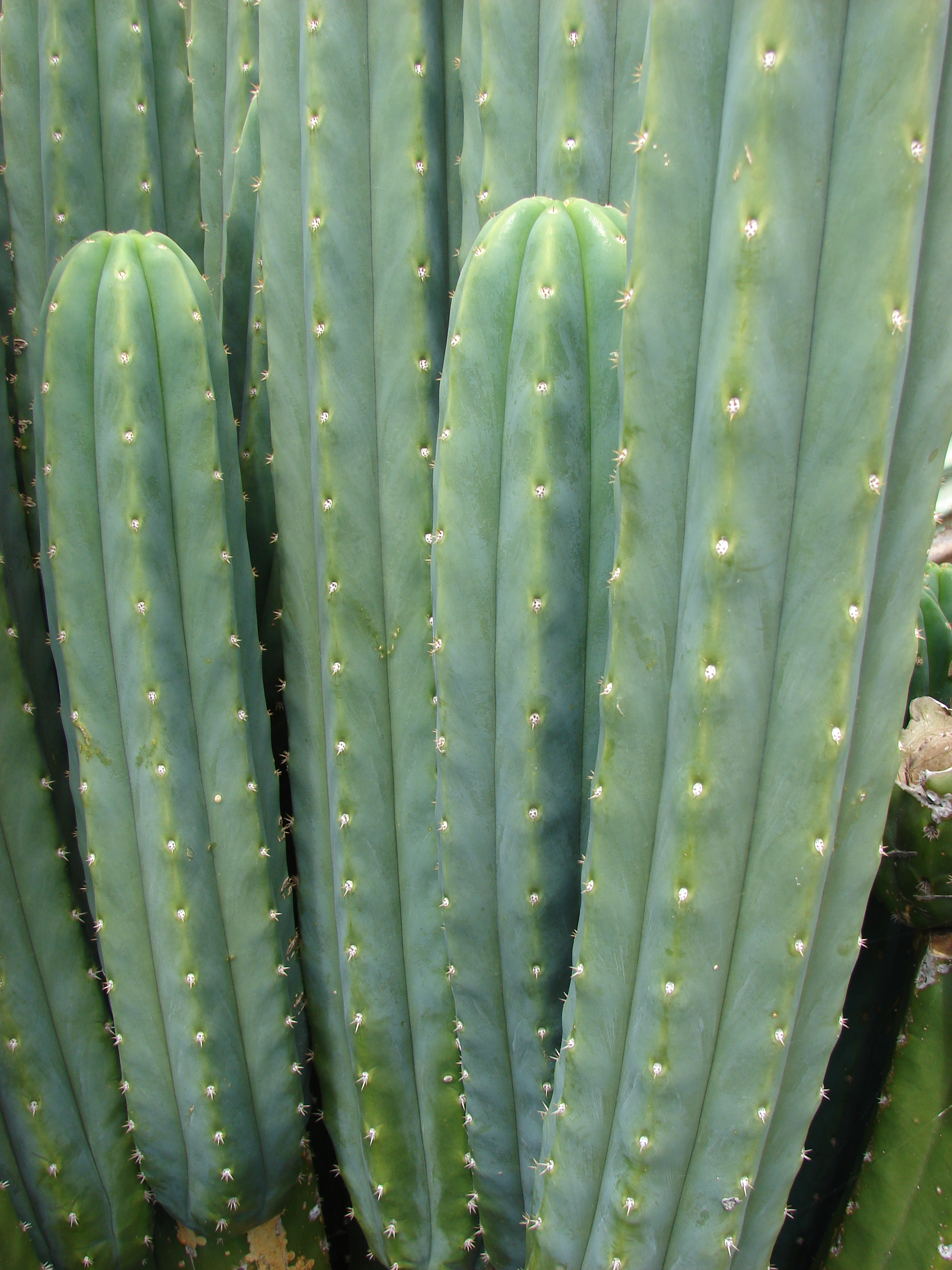
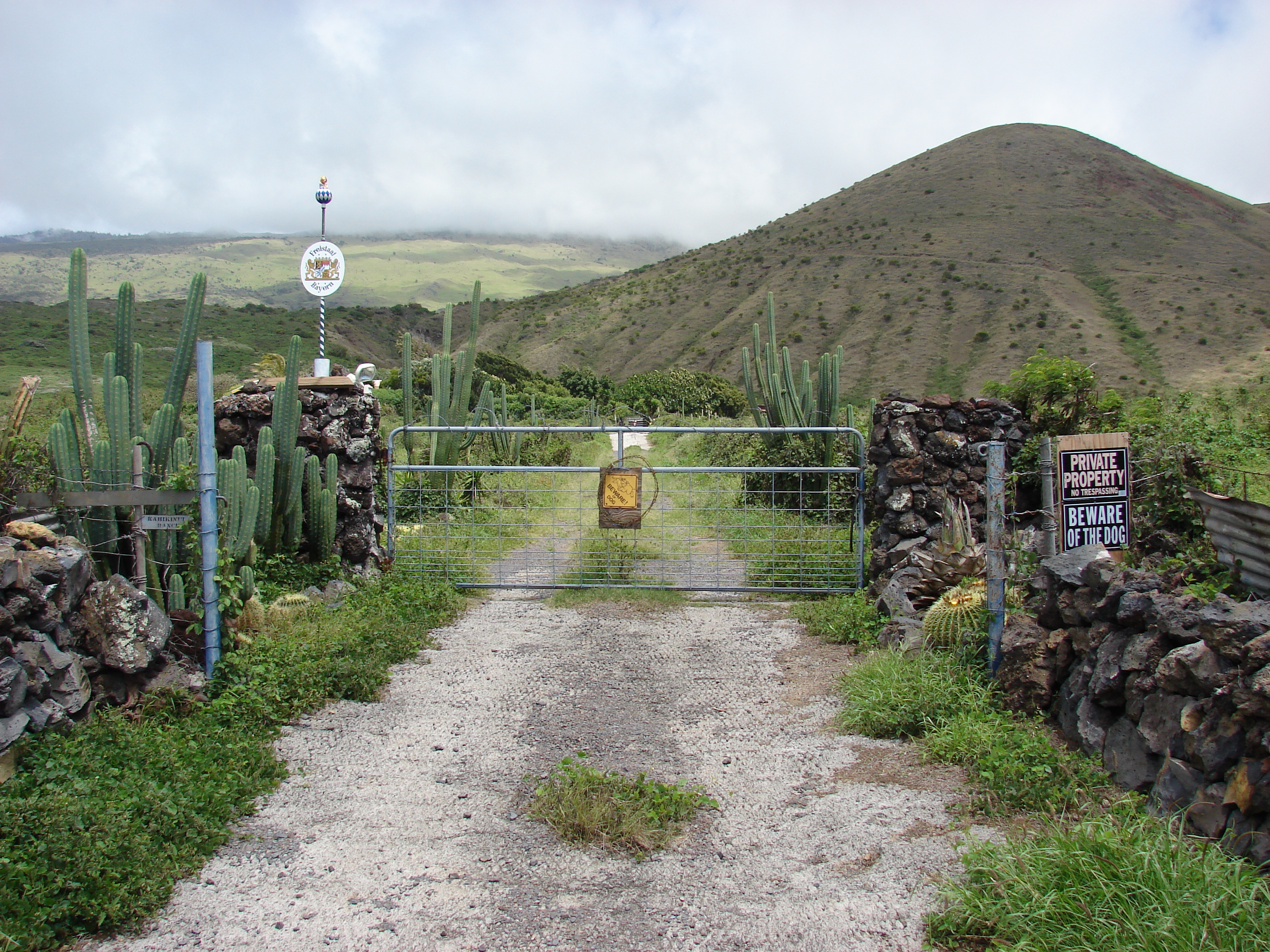
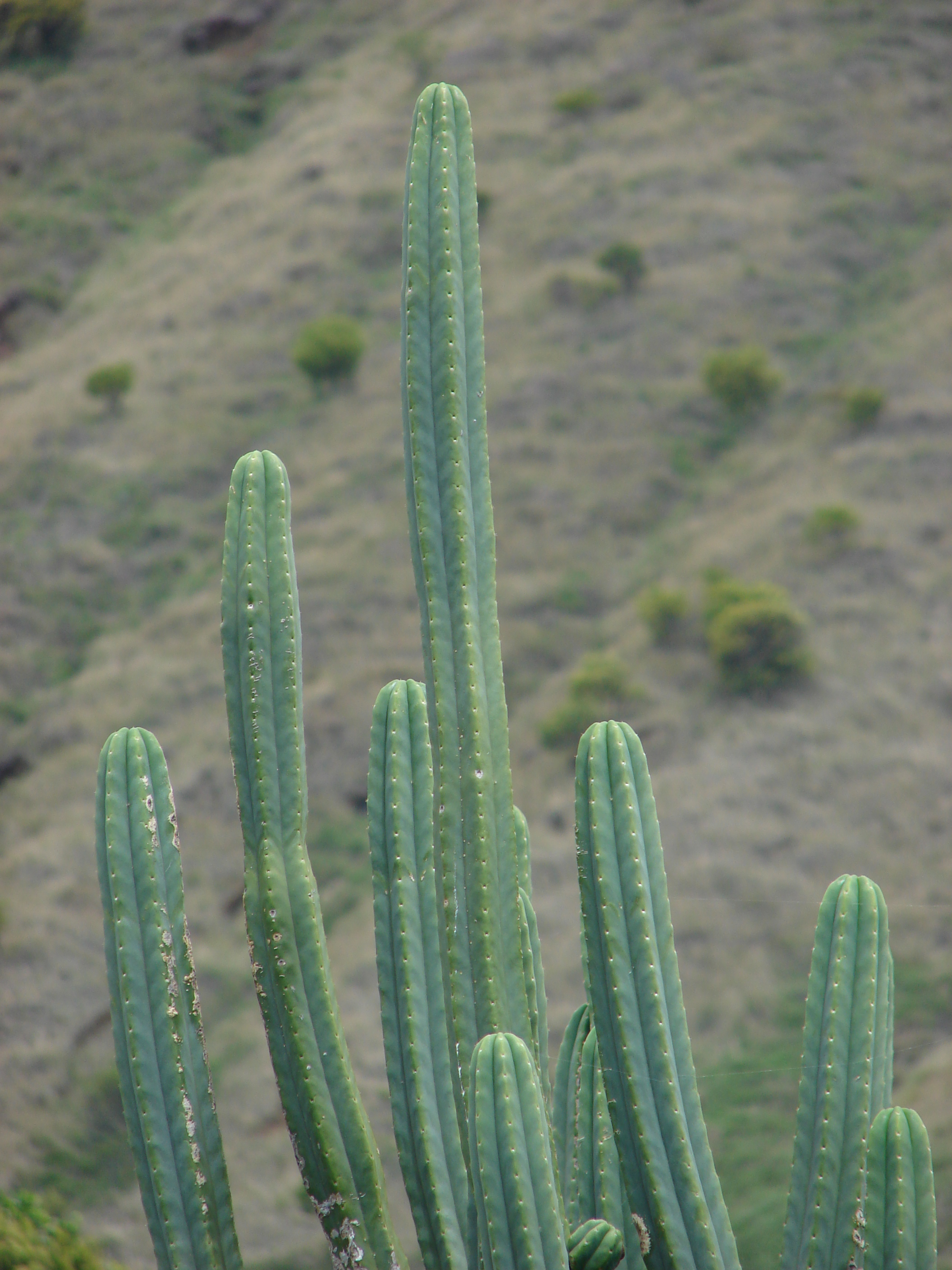
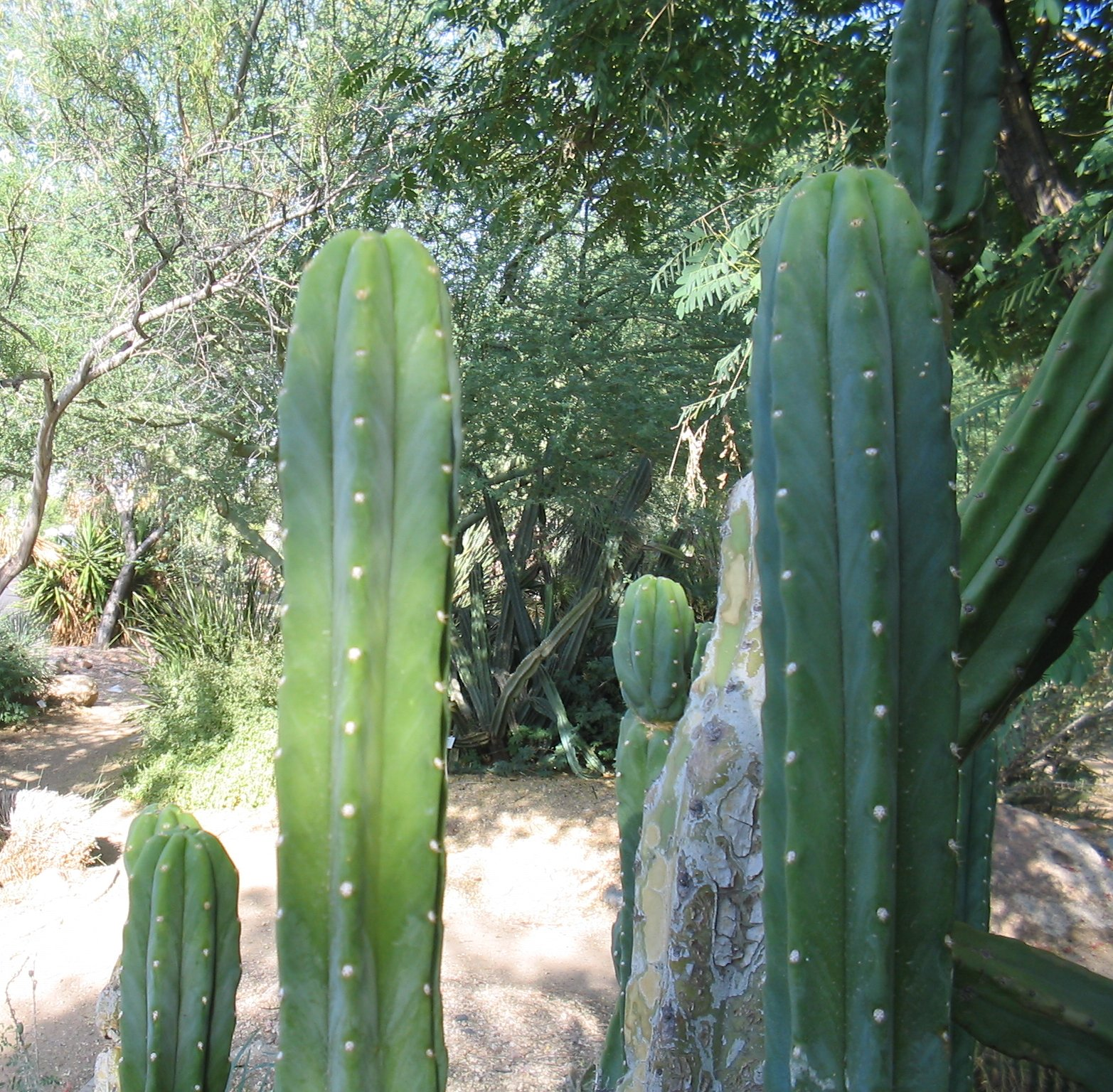
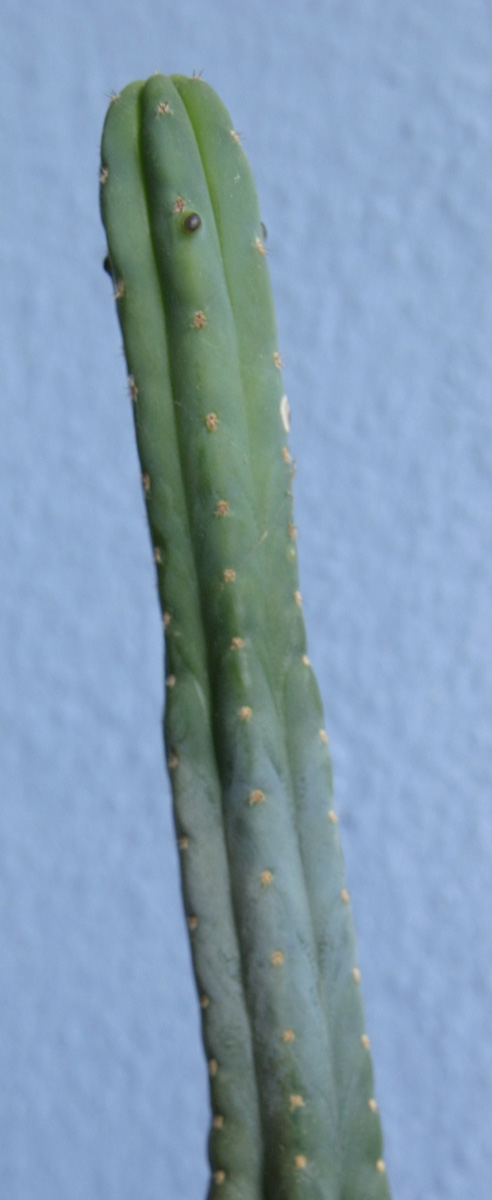
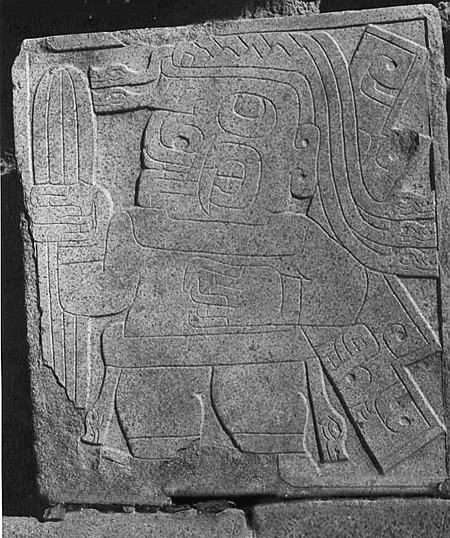
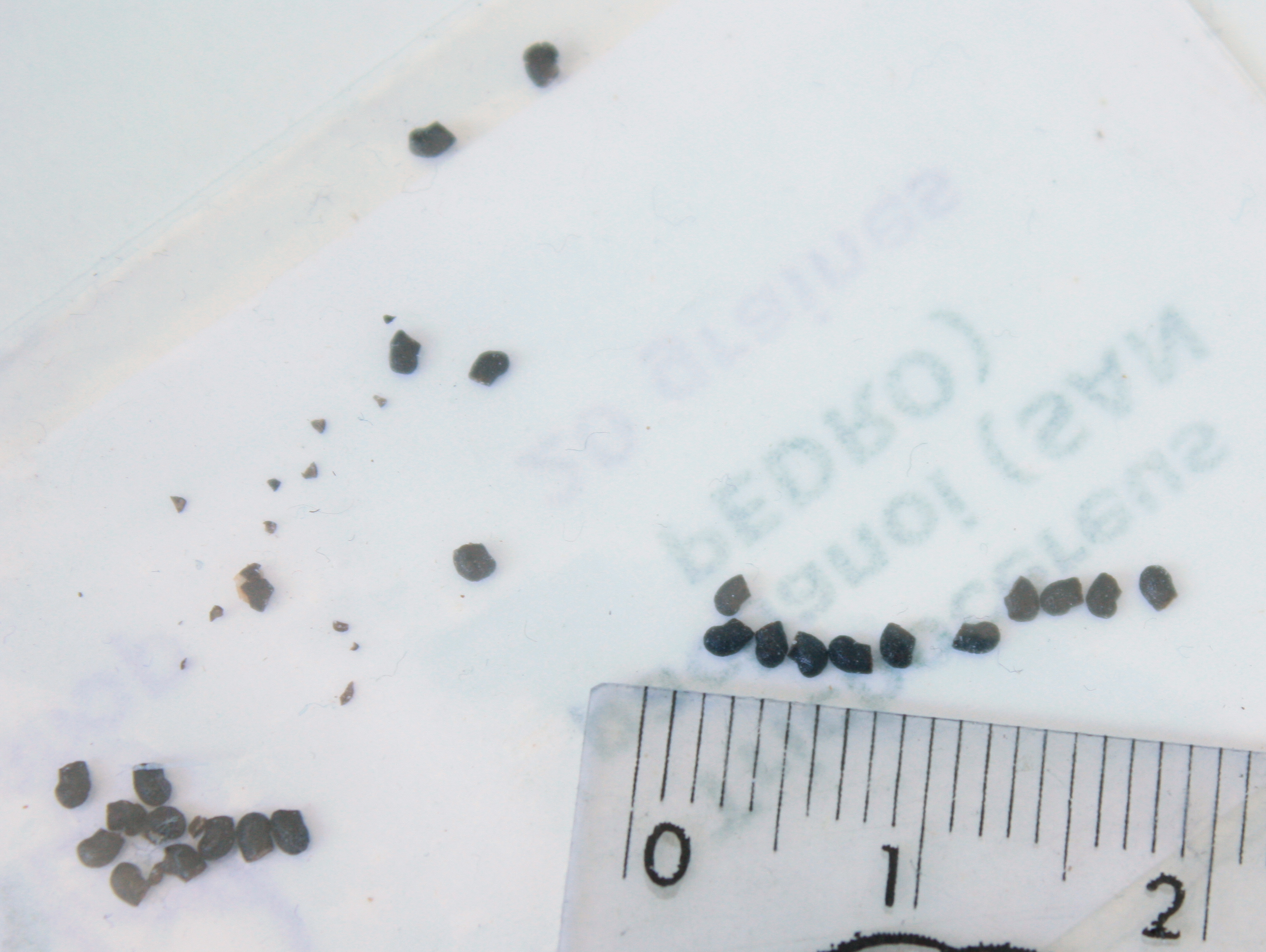
بذور
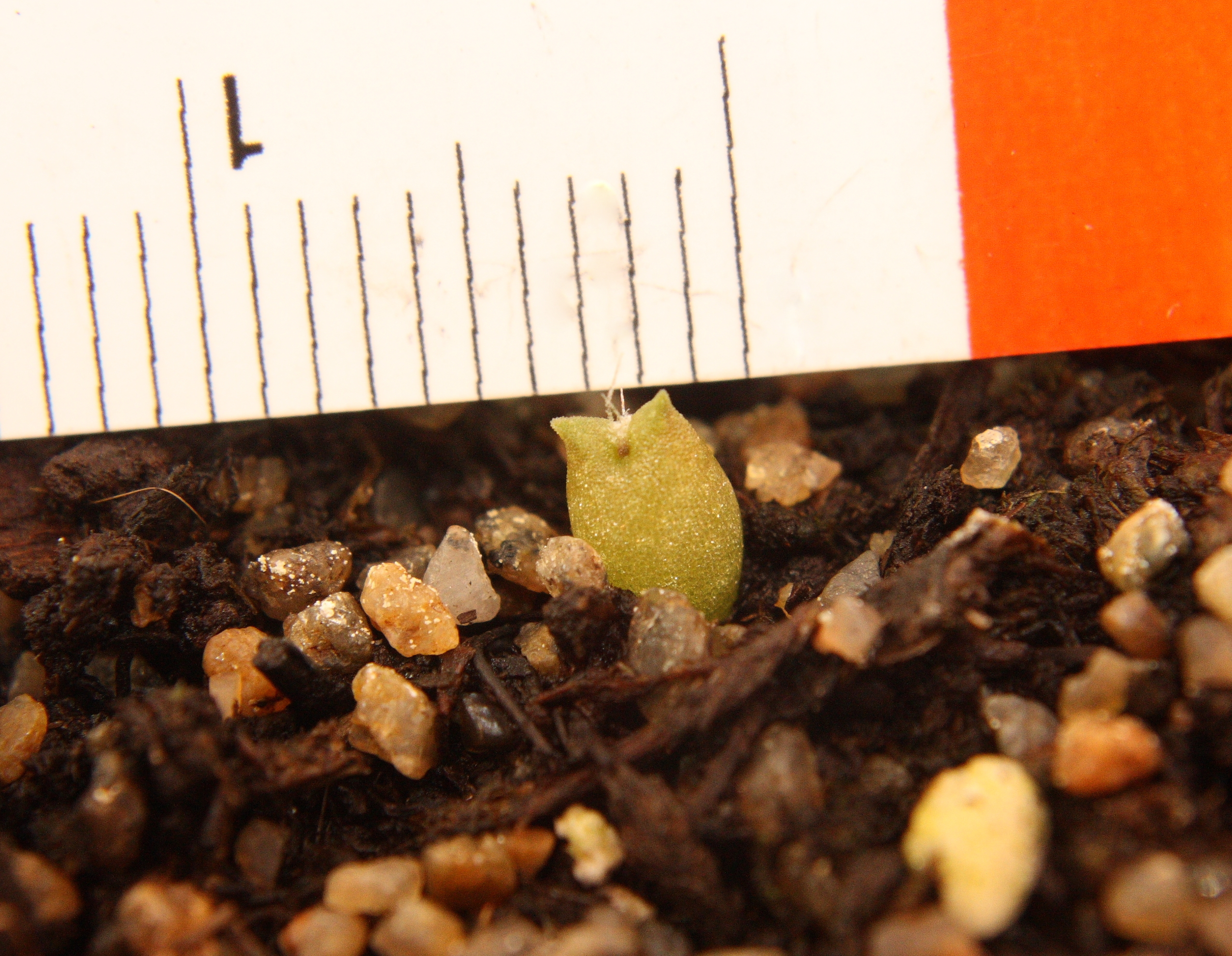
شتلة ثلاثة اسابيع
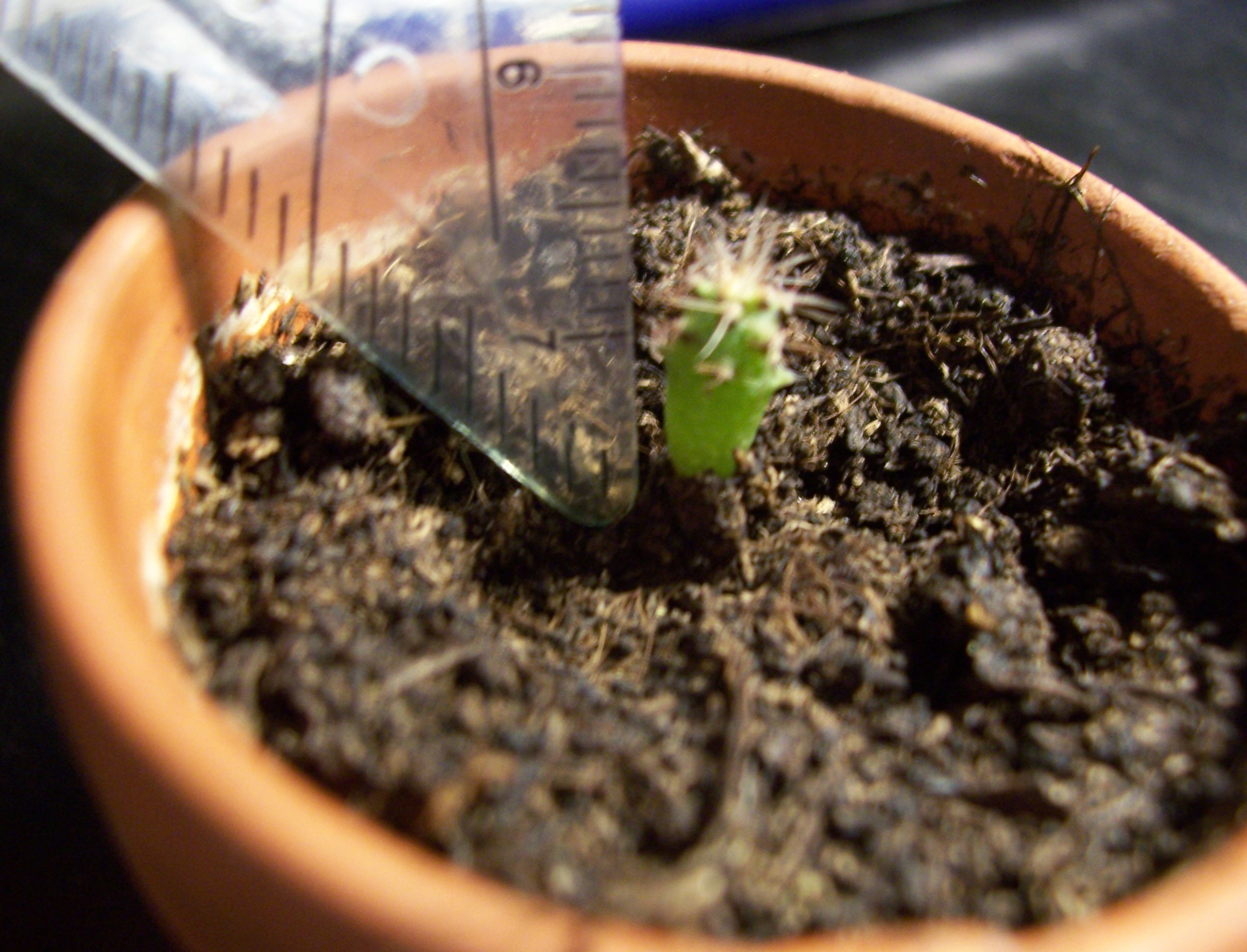
شتلة عمرها خمسة أشهر
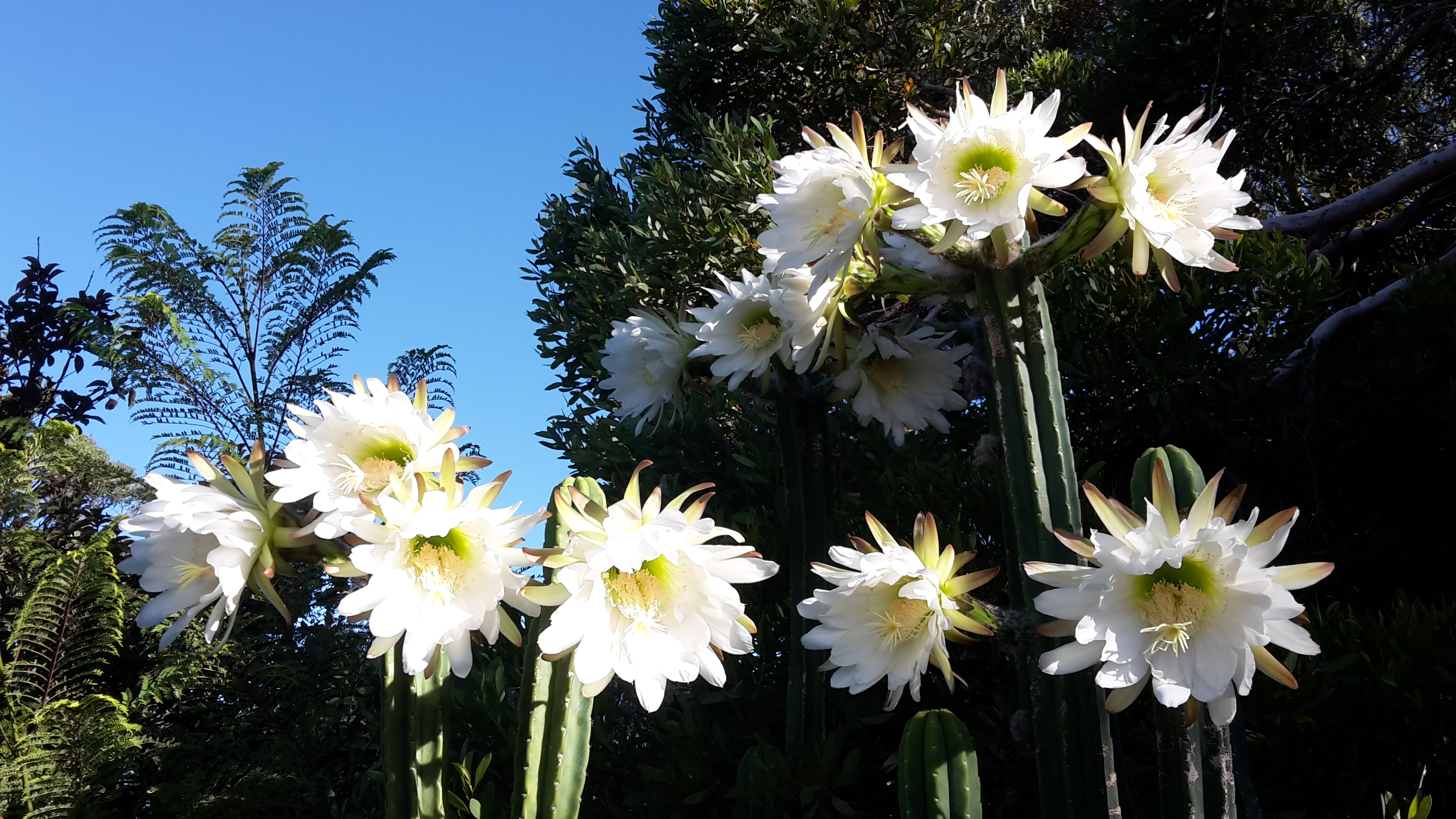
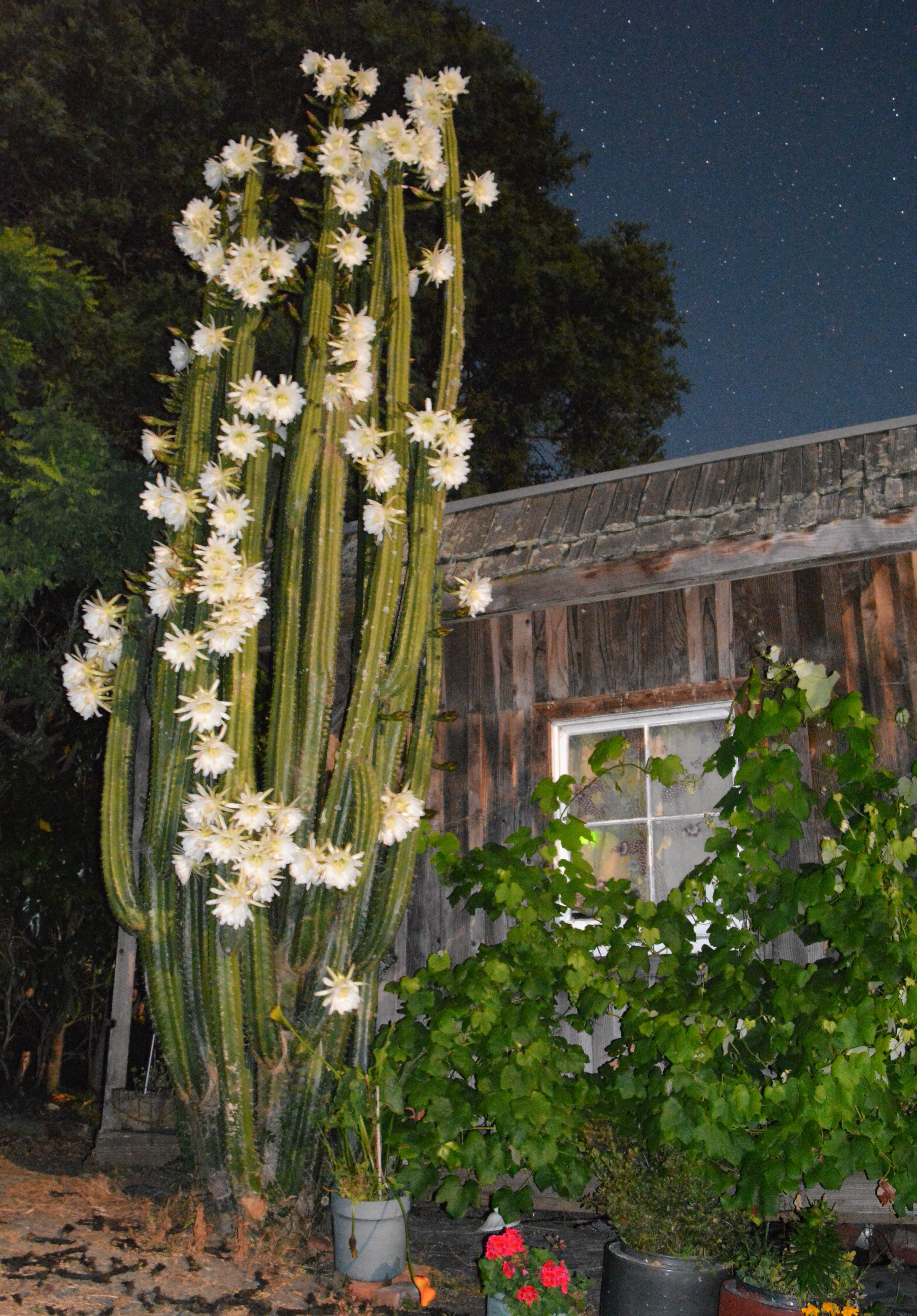
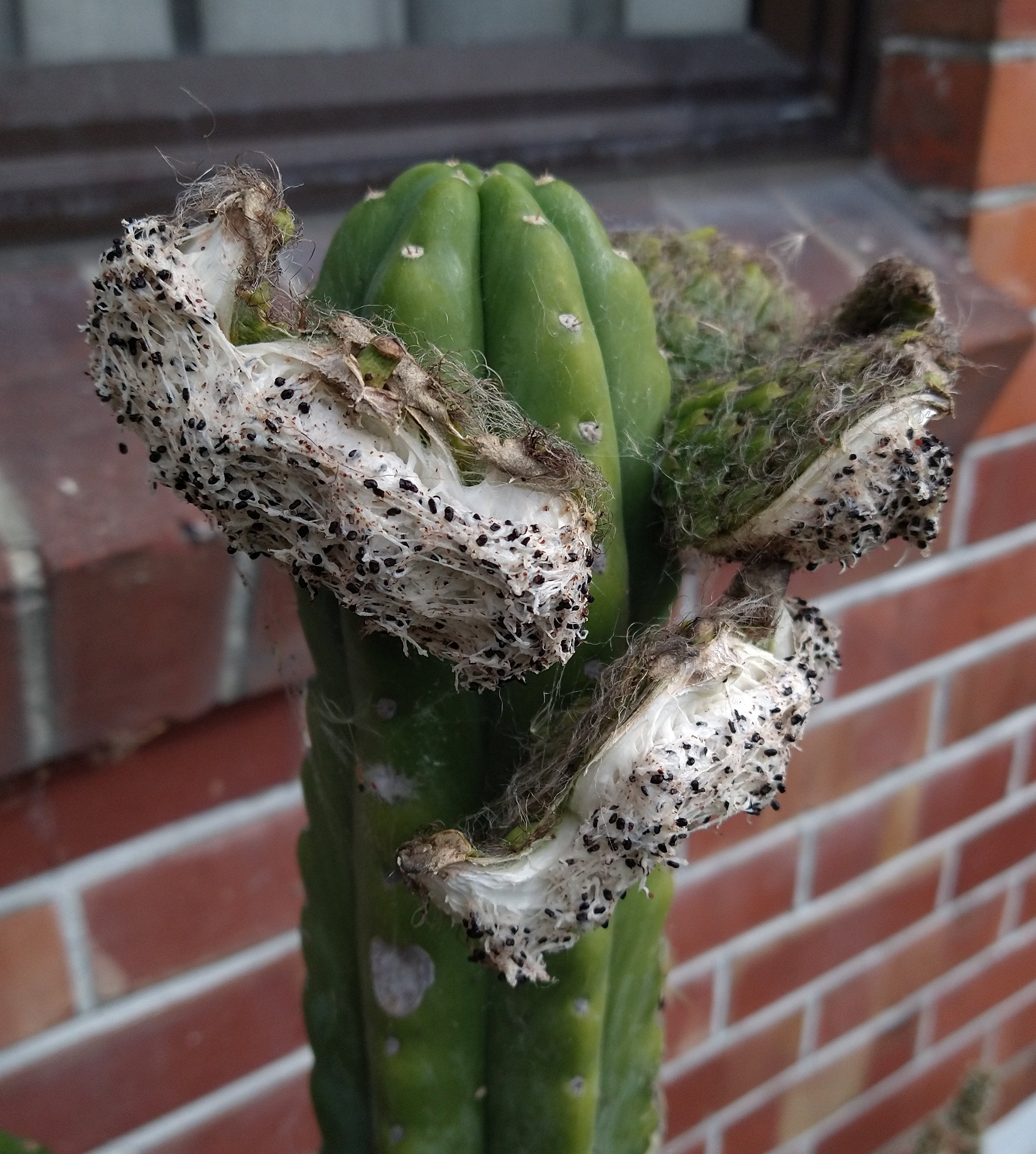
الصبار بعد اثمارها